# Crepis fraasii
Crepis fraasii ist eine Pflanzenart aus der Gattung Pippau (Crepis) in der Familie der Korbblütler (Asteraceae).

## Merkmale
Crepis fraasii ist ein ausdauernder Rhizom-Geophyt, der Wuchshöhen von 6 bis 50 Zentimetern erreicht. Das Rhizom ist dunkel, kräftig, waagerecht bis schräg und sieht abgebissen aus. Die Grundblätter sind leierförmig-fiederspaltig. Ihre Endfieder ist breit verkehrteiförmig  und entfernt gezähnelt, die Seitenfiedern sind breit, stumpf oder spitz. Die Hülle ist 8 bis 11 Millimeter groß. An ihrem Grund ist sie dünnfilzig und weist wenige, ausgebreitete Drüsenhaare auf. Die äußeren Hüllblätter sind 8 bis 11, selten bis 14 Millimeter lang, lanzettlich und spitz. Sie sind 0,5- bis 0,25-mal so lang wie die inneren Hüllblätter. Die Früchte sind dunkelbraun, spindelförmig und weisen meist 15 bis 20, selten auch 13 oder 14 Rippen oder Streifen auf.
Die Blütezeit reicht von April bis August.
Die Chromosomenzahl beträgt 2n = 12.

## Vorkommen
Crepis fraasii kommt im nordöstlichen Mittelmeerraum vor nämlich in Griechenland, in Kreta, in der Ägäis, in der Türkei und in Zypern.

## Belege
1. 1 2 3  Ralf Jahn, Peter Schönfelder: Exkursionsflora für Kreta. Mit Beiträgen von Alfred Mayer und Martin Scheuerer. Eugen Ulmer, Stuttgart (Hohenheim) 1995, ISBN 3-8001-3478-0, S. 339.
2. ↑   Tropicos.
3. ↑  Werner Greuter (2006+): Compositae (pro parte majore). – In: W. Greuter & E. von Raab-Straube (Hrsg.): Compositae. Euro+Med Plantbase - the information resource for Euro-Mediterranean plant diversity. Datenblatt Crepis fraasii In: Euro+Med Plantbase - the information resource for Euro-Mediterranean plant diversity.